# Joseph Daniel Böhm

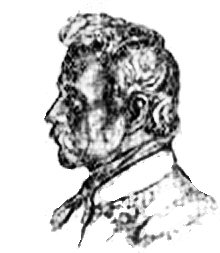
Joseph Daniel Böhm (1794–1865)

Joseph Daniel Böhm (* 16. März 1794 in Wallendorf in der Zips; † 15. August 1865 in Wien) war ein österreichischer Bildhauer, Medailleur und Direktor der k.k. Graveurakademie in Wien. Er war der Vater des Bildhauers Joseph Boehm.

## Leben
Joseph Daniel Böhm kam am 16. März 1794 in Wallendorf zur Welt. In seiner Jugend übte er sich im Zeichnen, Modellieren, erhabenen und vertieften Schneiden in Holz, Stein, Marmor und Edelstein und unternahm im Jahr 1821 mit 17 Jahren eine Studienreise nach Florenz und Rom, um dort seine Kenntnisse bei den Bildhauern Johann Martin Fischer und Franz Anton von Zauner zu vervollkommnen. Nach wenigen Jahren kehrte er nach Deutschland zurück und beherrschte das Anfertigen von Skulpturen in Kelheimer Stein. Ab 1825 wandte er sich ausschließlich und erfolgreich der Medailleurkunst zu, so dass er 1831 zum kaiserlichen Hofmedailleur und danach zum Lehrer und Direktor der kaiserlich-königlichen Münzgraveur-Akademie ernannt wurde.
An der Graveurakademie verstand er es sowohl mit großem Geschick seine Schüler zu unterweisen, als auch eine Vielzahl Medaillen anzufertigen. In seinen Arbeiten war er immer ehrlich bestrebt, mit alter, bewährter Handtechnik seinen Medaillen neuen, noch höheren Wert und Glanz zu verleihen. Zu seinen besten Arbeiten gehören nach Fachgruppen gegliedert: In der Bildhauerei: eine antike Tänzerin, ein löwenbändigender Amor, mehrere Standbilder von Fürsten des österreichischen Regentenhauses; die Bildnisse des Grafen Lützow, des Grafen von Hohenwart, des Kardinals Consalvi und anderes mehr. In der Stempelschneidekunst: mehrere Preismedaillen; die Bildnisse des Hofschauspielers Koch, der Catalani, des Lablache, des Malers David; die Denkmünzen auf die Einweihung der Kathedrale von Erlau, auf den Fürsten Paul Esterházy, auf den Erzherzog Karl Ludwig, auf den Grafen Colloredo-Mansfeld. Sowie im Steinschneiden sind eine Kamee mit dem Bildnis von Thorwald, eine mit der Flucht der Helena, sowie das eines lorbeerbekränzten antiken Helden darstellend, zu erwähnen.
Neben seinem Œuvre und seinem pädagogischen Geschick sind seine umfassenden Kenntnisse in Kunst und in ihrer Geschichte sowie seine kostbare und reiche Kunstsammlung hervorzuheben. Joseph Daniel Böhm starb am 15. August 1865 im Alter von 71 Jahren in Wien. Als sein Nachfolger wurde auf die Graveurakademie einer seiner Schüler Franz Gaul berufen.

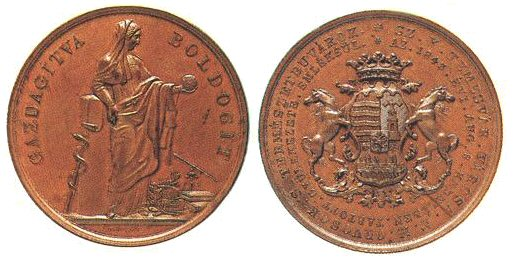
Medaille von Joseph Daniel Böhm 1843

Zu seinen Schülern zählte u. a. Anton Scharff.

## Werke

### Bildhauerei
- eine antike Tänzerin,
- ein löwenbändigender Amor,
- mehrere Standbilder von Fürsten des österreichischen Regentenhauses,
- die Bildnisse des Grafen Lützow,
- des Grafen von Hohenwart,
- des Kardinals Consalvi

### Medailleurkunst
- mehrere Preismedaillen;
- die Bildnisse des Hofschauspielers Koch,
- der Catalani,
- des Lablache,
- des Malers David;
- die Denkmünzen auf die Einweihung der Kathedrale von Erlau,
- auf den Fürsten Paul Esterházy,
- auf den Erzherzog Karl Ludwig
- auf den Grafen Colloredo-Mansfeld
- auf den österr. Botaniker und Chemiker Nikolaus Joseph von Jacquin

### Steinschneiden
- eine Kamee mit dem Bildnis von Thorwald,
- eine mit der Flucht der Helena,
- sowie eine Kamee, die einen lorbeerbekränzten antiken Helden darstellt